# These Are the Days of Our Lives
These Are the Days of Our Lives è un singolo del gruppo musicale britannico Queen, pubblicato il 5 settembre 1991 come quarto estratto dal quattordicesimo album in studio Innuendo.
Il 9 dicembre 1991, a seguito della scomparsa di Freddie Mercury, venne ripubblicato come doppio lato A insieme a Bohemian Rhapsody, debuttando in vetta nella Official Singles Chart e mantenendo tale posizione per cinque settimane di fila. Il doppio singolo risultò più venduto nel Natale di quell'anno e fu certificato disco di platino in madrepatria.
Nel 1992 il brano è stato premiato come miglior singolo britannico ai BRIT Awards 1992.

## Descrizione
Principalmente composta dal batterista Roger Taylor, è una delle più semplici canzoni del catalogo del gruppo, armonicamente e strutturalmente parlando. Conga e percussioni furono registrati da David Richards (anche se nel videoclip del brano vengono suonati da Roger Taylor).
These Are the Days of Our Lives si rifà analogamente al tema di Love of My Life del 1975, utilizzando due volte la frase «I still love you». In quest'ultima, in molti hanno notato una sorta di testamento proprio alla traccia di Innuendo, dal momento che Mercury dice: «someday I'll be there to remind you that I still love you, I still love you» («un giorno ci sarò per ricordarti che ti amo ancora, ti amo ancora»).
Fu l'ultima canzone registrata normalmente dai Queen (le ultime tre furono registrate solo dopo la morte di Mercury, che registrò solo la parte vocale nelle sessioni successive a quelle di Innuendo, e verranno infatti inserite in Made in Heaven).

## Video musicale
Quello di These Are the Days of Our Lives, fu l'ultimo videoclip realizzato con Mercury, che ai tempi si trovava nella fase terminale della sua battaglia contro l'AIDS. Le riprese si svolsero il 30 maggio 1991 a Montreux, circa sei mesi prima della morte di Mercury ma fu pubblicato solo dopo la morte del cantante perché Mercury non voleva far intuire alla stampa lo stato avanzato della sua malattia e questo videoclip evidenziava le sue precarie condizioni fisiche.
Per lo stesso motivo, il video fu girato in bianco e nero, allo scopo di nascondere il più possibile i segni della malattia su Freddie. Nel 2007, in occasione della data del 61º anniversario dalla nascita del cantante, sono stati messi in circolazione alcuni making of del video a colori, mettendo ancora più in mostra la fragile condizione fisica di Mercury ai tempi. Roger Taylor ha commentato di come il cantante avesse fortemente voluto una documentazione visiva di quanto fosse malato, nonostante gli altri membri del gruppo fossero contrari a questa idea. Proprio per il cantante stesso, fu senza dubbio questo il video più doloroso da registrare della sua intera carriera, dal momento che per lui anche camminare era diventato doloroso e, infatti, nel videoclip rimane quasi immobile. Nel videoclip, per un'ultima volta assieme, compaiono tutti i quattro membri dei Queen in ricordo dei bei tempi passati. Alla fine della ripresa, Mercury scompare dopo un primo piano commovente, con il senno di poi, congedandosi dai fan con le parole «I still love you» («Vi amo ancora»).
Negli Stati Uniti d'America fu lanciata una versione alternativa del video agli inizi del 1992, allo scopo di promuovere l'uscita della raccolta Classic Queen. Tale versione alternava alcuni filmati di animazione, realizzati dai Walt Disney Studios, alle immagini del clip originale (era la seconda volta che i Queen facevano uso di filmati animati in un loro video; il precedente era stato con Save Me nel 1980). La collaborazione con gli studi della Disney fu possibile dal momento che l'allora etichetta statunitense dei Queen, la Hollywood Records, era una filiale della Walt Disney Company.

## Tracce
Testi e musiche dei Queen, eccetto dove indicato.

### Prima edizione
MC (Stati Uniti)
- Lato A

1. These Are the Days of Our Lives – 4:10

- Lato B

1. Bijou – 3:36

CD promozionale (Stati Uniti)
1. These Are the Days of Our Lives (Album) – 4:18
2. These Are the Days of Our Lives (Edit) – 3:54

### Seconda edizione
CD singolo (Regno Unito)
1. Bohemian Rhapsody (Single Version) – 6:00 (Freddie Mercury)
2. These Are the Days of Our Lives – 4:15

7" (Regno Unito), MC (Regno Unito)
1. Bohemian Rhapsody – 5:56 (Freddie Mercury)
2. These Are the Days of Our Lives – 4:15

## Tributi
These Are the Days of Our Lives fu suonata dal vivo per la prima volta nell'aprile del 1992, durante il Freddie Mercury Tribute Concert, con alla voce George Michael e Lisa Stansfield. Tale versione fu successivamente inserita nell'EP Five Live del 1993, venendo accreditata a "George Michael con i Queen & Lisa Stansfield".
La canzone fu eseguita anche diverse volte dai Queen + Paul Rodgers nel periodo 2005/2006, venendo cantata per l'occasione da Roger Taylor. Sul palco, le note del brano venivano accompagnate da un video mostrante la band nei suoi primi giorni in Giappone.
Altro uso della canzone fu fatto il 1º luglio 2007, in occasione dei dieci anni dalla morte di Lady Diana, al nuovo Wembley Stadium di Londra. Più specificamente, il pezzo fece da colonna sonora a un video in cui erano montate alcune foto di Diana da piccola.

## Classifiche
| Classifica (1991) | Posizione massima |
| ----------------- | ----------------- |
| Australia         | 5                 |
| Austria           | 8                 |
| Francia           | 15                |
| Germania          | 16                |
| Irlanda           | 1                 |
| Paesi Bassi       | 2                 |
| Polonia           | 1                 |
| Portogallo        | 1                 |
| Regno Unito       | 1                 |
| Stati Uniti       | 2                 |